# Mine de Zukunft
La mine de  Zukunft est une ancienne mine à ciel ouvert de lignite située en Rhénanie-du-Nord-Westphalie en Allemagne. Elle appartenait à RWE. Elle fait partie du bassin minier rhénan. Elle a fonctionné de 1910 à 1987.